# 广东国际大厦
广东国际大厦（英語：Guangdong International Hotel，也作“广东国际大酒店”，俗称“63层”）位于中华人民共和国广东省广州市越秀区环市东路西段，是一座集高档酒店、写字楼、公寓于一体的商务大厦，由广东国际信托投资公司（GITIC）属下的广东省信托房产开发公司和香港广信实业有限公司投资兴建，动工于1987年、建成于1990年，200公尺高，曾经一度是1990年代期间中国大陆楼层最多、高度最高的大厦之一。设计师为容柏生。

## 历史
广东国际大厦占地面积1.95万平方米，建筑面积18.4万平方米。由5层裙楼联结1座主楼、2座副楼组成，主楼63层、3层地下室，主楼高200.18米，副楼分别为30层109.8米的公寓楼和33层117.6米的写字楼。
大厦主楼的外墙均采用蜂窝铝板和蓝色镀膜玻璃装饰，裙楼墙面则使用光面花岗石帖砌而成。楼内的广东国际大酒店为一间五星级酒店，于1992年7月开业，有客房、豪华套房、总统套房等套间，及中西餐厅、康乐中心、网球场、保龄球场、游泳池、商场和商务中心等配套设施。
1998年，广东国际信托投资公司正式宣布破产，该大厦被公开拍卖，2001年6月30日作价20亿元拍卖，随后拍卖价一路缩水，到2007年1月以11.3亿元成交。
现为广州中心皇冠假日酒店（英語：Crowne Plaza Guangzhou City Centre）。

## 外交机构
三个国家的驻广州总领事馆设置在大厦内，包括：
- 菲律宾共和国驻广州总领事馆（广东国际大厦主楼706-712室）
- 老挝人民民主共和国驻广州总领事馆（广东国际大厦主楼1103室）
- 赞比亚共和国驻广州总领事馆（广东国际大厦裙楼505室）